# گینان، گیفو
گینان، گیفو (به لاتین: Ginan, Gifu) یک منطقهٔ مسکونی در ژاپن است که در استان گیفو واقع شده‌است. گینان  ۲۳٬۸۵۶ نفر جمعیت دارد.